# Île privée

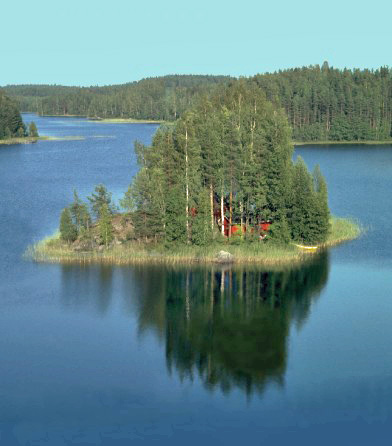
Une île privée avec un cottage dans la région des lacs de Finlande.

Une île privée est une île qui est la propriété privée d'une seule personne, d'une seule famille. 
En tant que propriété privée, le public ne peut - le plus souvent - y pénétrer sans être en délit au regard des lois du pays dont l'île relève, mais ces lois peuvent prévoir un accès exceptionnel par la mer, voire une circulation limitée à un sentier littoral (servitude de passage ou bordure légalement définie comme partie du domaine public).

## Acheteurs
Ceux qui achètent des îles ou îlots privés sont des entreprises ou des personnes très fortunées. Certains l'habitent à l'année, d'autres uniquement pendant une période donnée.
On estime à environ 5 % les îles ou îlots privés de qualité. Ceux-ci ne doivent pas, au moins, être trop éloignés du continent et disposer d'un ponton d'accostage. L'eau, l'électricité et les communications peuvent être coûteux.  
Selon la région, ce type de propriété peut être risqué. Les cyclones tropicaux, tsunamis, tempêtes ainsi que coups d'État, piraterie, etc peuvent être réguliers.

## Propriétaires

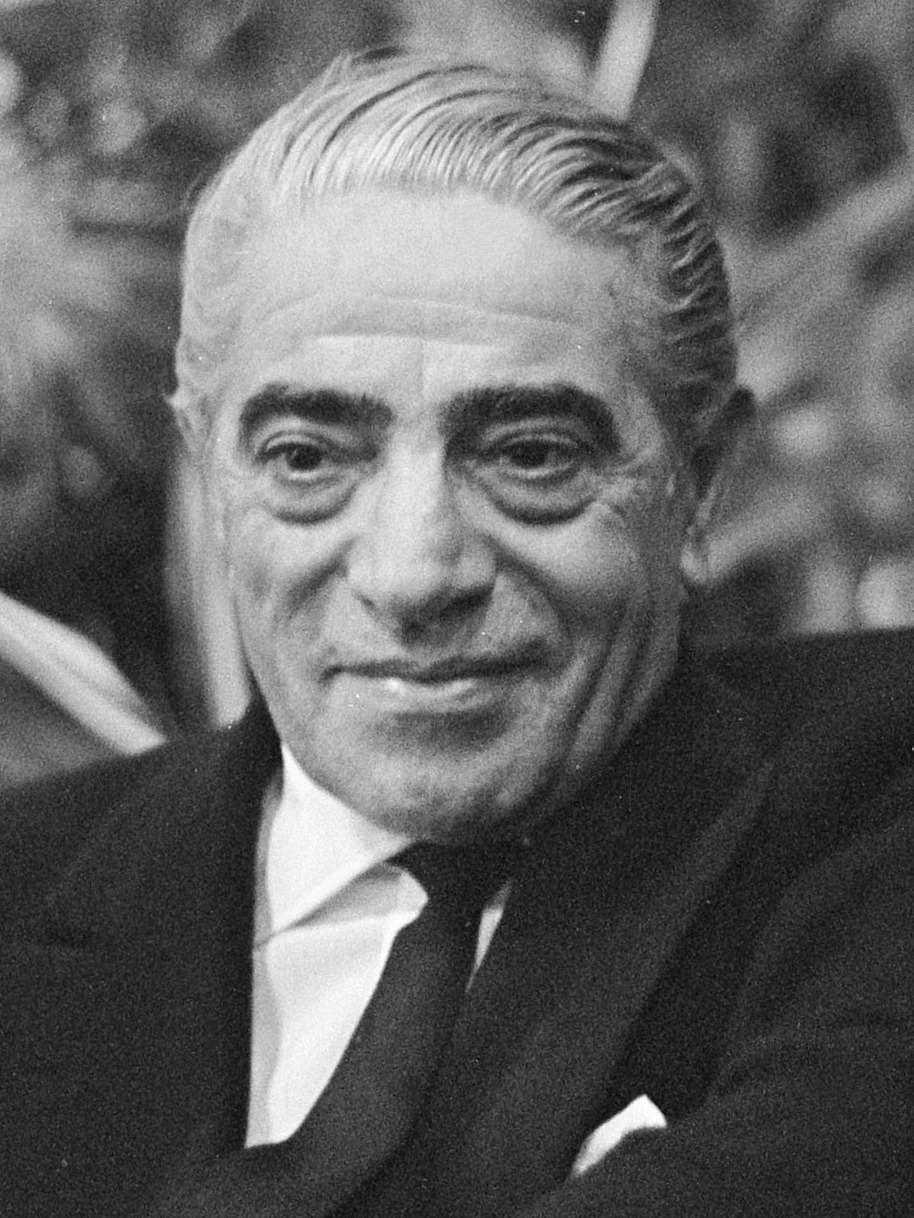
Aristote Onassis qui fut le propriétaire de l'île Skorpios.

Parmi les propriétaires d'îles privées, on peut citer : Aristote Onassis, Nicolas Cage, Tony Curtis, Johnny Depp, Richard Branson ou encore Leonardo DiCaprio.

## Liste

### Bahamas
- Bonds Cay
- Bonefish Cay
- Bottle Cay
- Buck Island
- Castaway Cay : The Walt Disney Company
- Caye Cave
- Caye Little Hall's Pond, propriété de l'acteur américain Johnny Depp
- Cistern Cay, également appelée Indigo island
- Coakley Cay
- Cockroach Cay
- Cornish Cay
- Goat Cay
- Hog Cay
- Joe's Cay
- Leaf Cay
- Little Ragged Island
- Norman's Pond Cay
- Pierre Island
- Sand Dollar Cay
- Sawyer's Cay
- Stranger's Cay
- Walker's Cay
- Ocean Cay MSC marine reserve

### Belize
- Gladden island
- Kanu island

### Bresil
- Japao

### Canada
- Duval island en Ontario

### Chili
- Isla Imelev

### Espagne

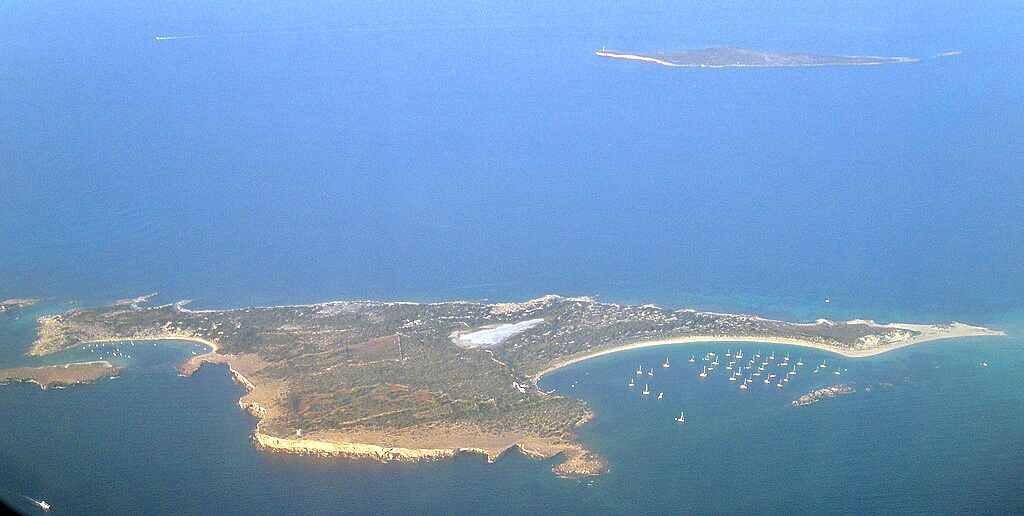
Vue aérienne de S'Espalmador.

- S'Espalmador

### États-Unis
- Niihau (Hawaï) : famille Robinson
- Great Hans Lollik Island (Îles Vierges des États-Unis)
- Little Saint James (Îles Vierges des États-Unis)
- Thatch Cay (Îles Vierges des États-Unis)

### Fidji
- Vatu Vara

### Finlande

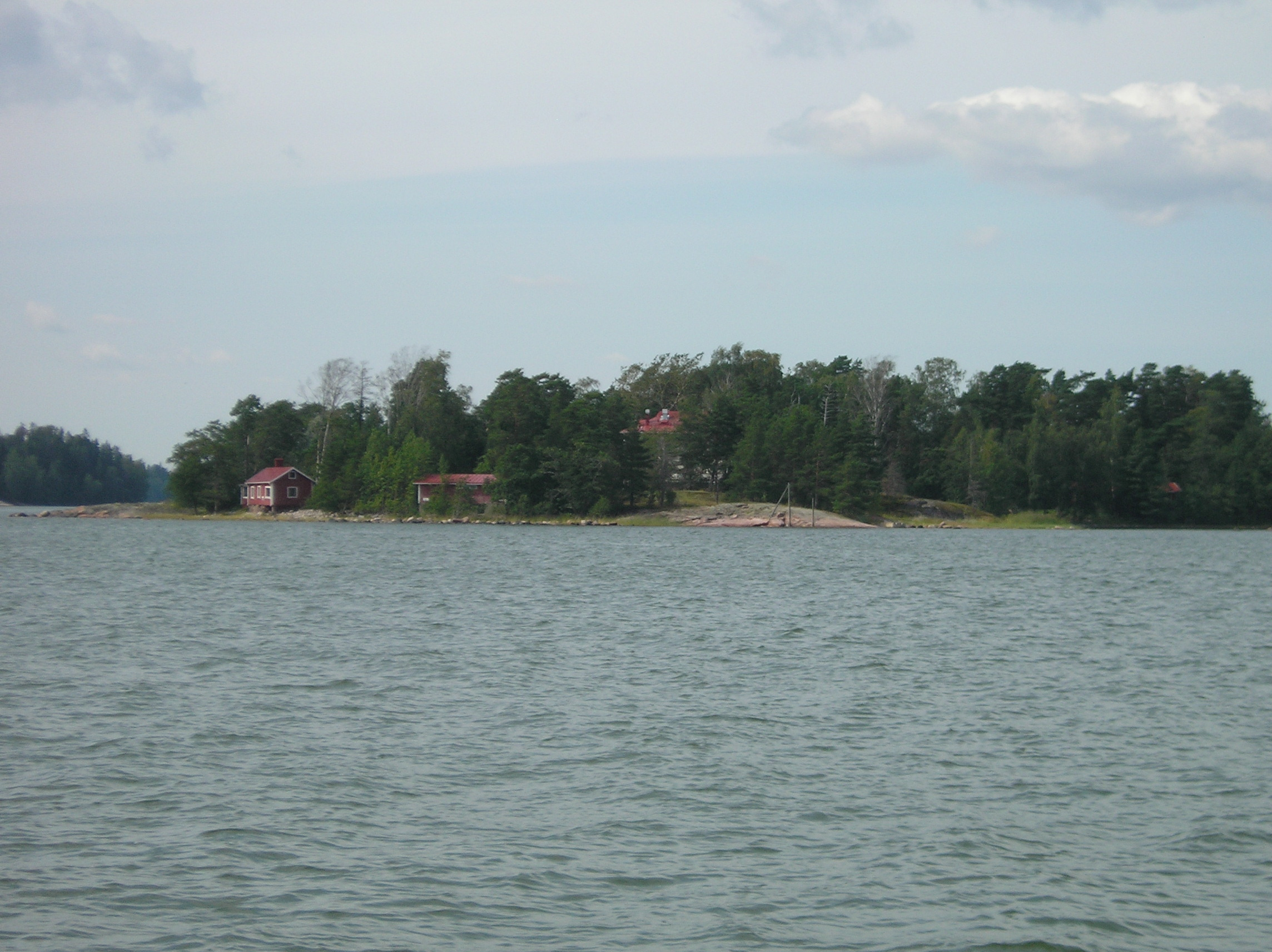
Tiirasaari vue depuis l'ouest de Lauttasaari.

- Tiirasaari : groupe d'assurances Tapiola

### France, îles partiellement privées
Le droit français ne permet pas l'existence d'île entièrement privée, le sentier littoral faisant partie du domaine public accessible à tous. Cependant l'intérieur de certaines îles est parfois détenu en totalité par une personne.
- Île Aval
- Île Béniguet
- Boëdic : Olivier Metzner
- Île à Bois
- Île Degaby
- Île d'Er

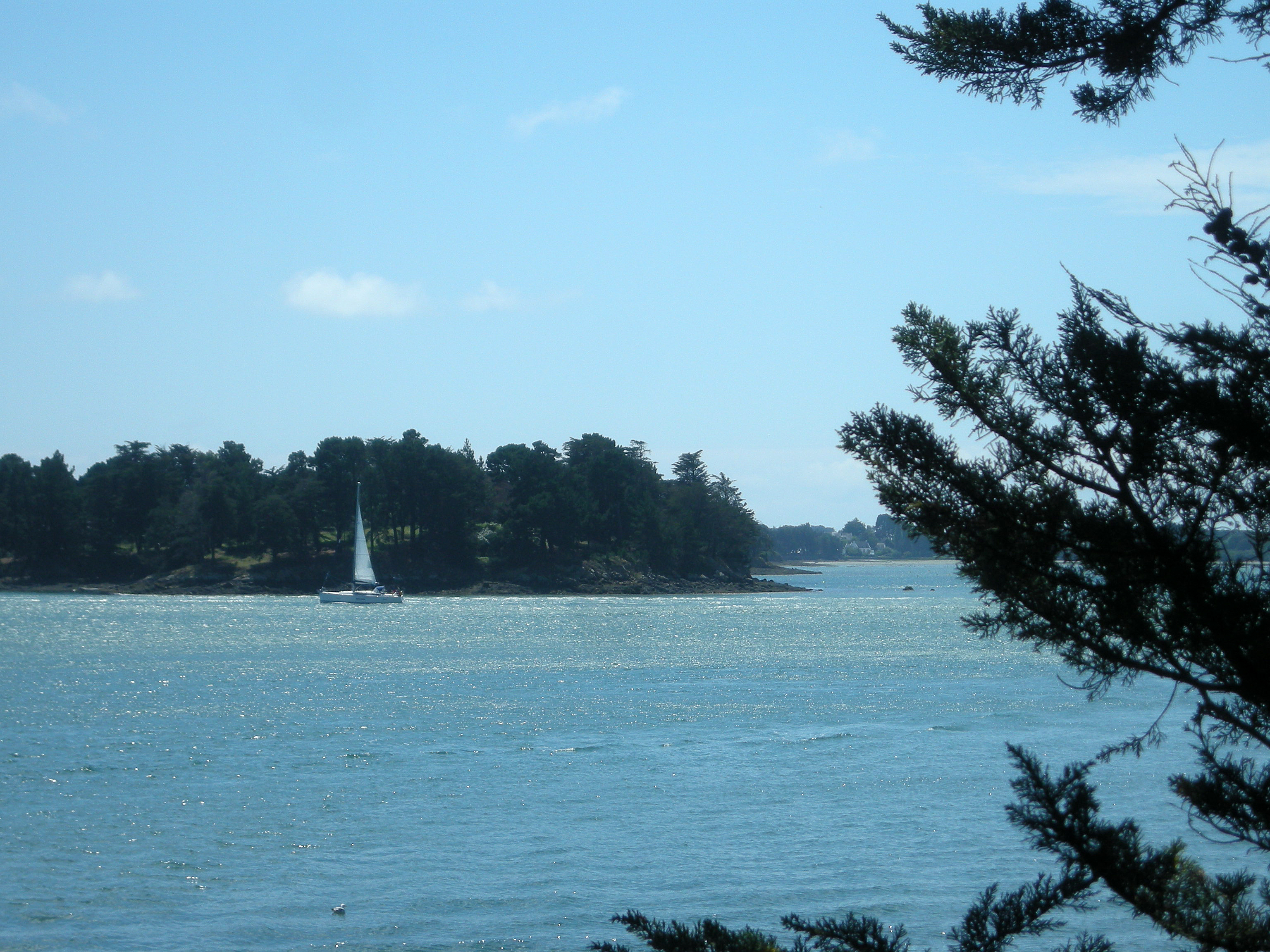
L'île de la Jument vue depuis l'île de Berder.

- Île de la Jument : famille Mulliez
- Île de Keller
- Île Lavrec
- Île du Loc'h : famille Bolloré
- Île Logodec
- Île Maudez
- Île d'Or : famille Bureau
- Île des Rimains
- Roc'h ar Hon
- Île de Terre : État français
- Tetiaroa (Polynésie française) : héritiers de Marlon Brando
- Le Loc’h
- Nukutepipi

### Grèce
- Aspronissi
- Île de Patroklos : Arnaud Henry Salas-Perez Prince Obolensky

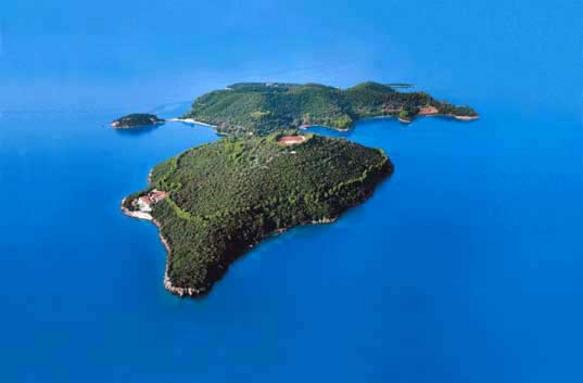
Vue aérienne de l'île Skorpios.

- Skorpios : famille Onassis jusqu’en 2013

### Grenade
- Isle de Caille

### Maldives
- Fonimagoodhoo : Île-hôtel du Reethi Beach Resort
- Halaveli : Île-hôtel du Constance Halaveli Resort

### Norvège
- Utøya :  propriété de l'Arbeidernes Ungdomsfylking, la Ligue des jeunes travaillistes, une organisation de jeunesse affiliée au Parti travailliste norvégien.

### Nouvelle-Zélande

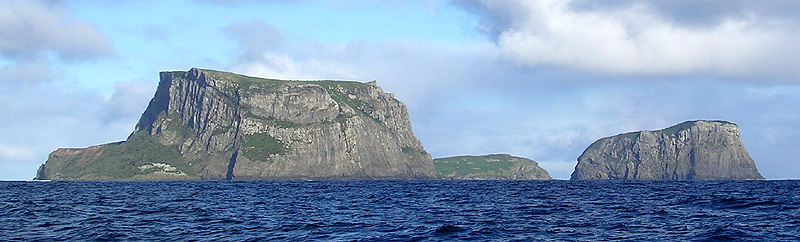
L'île Mangere à gauche et l'île Petite Mangere à droite.

- Île Petite Mangere

### Pays-Bas
- Saba

### Royaume-Uni
- Îles Ascrib : Peter Garth Palumbo

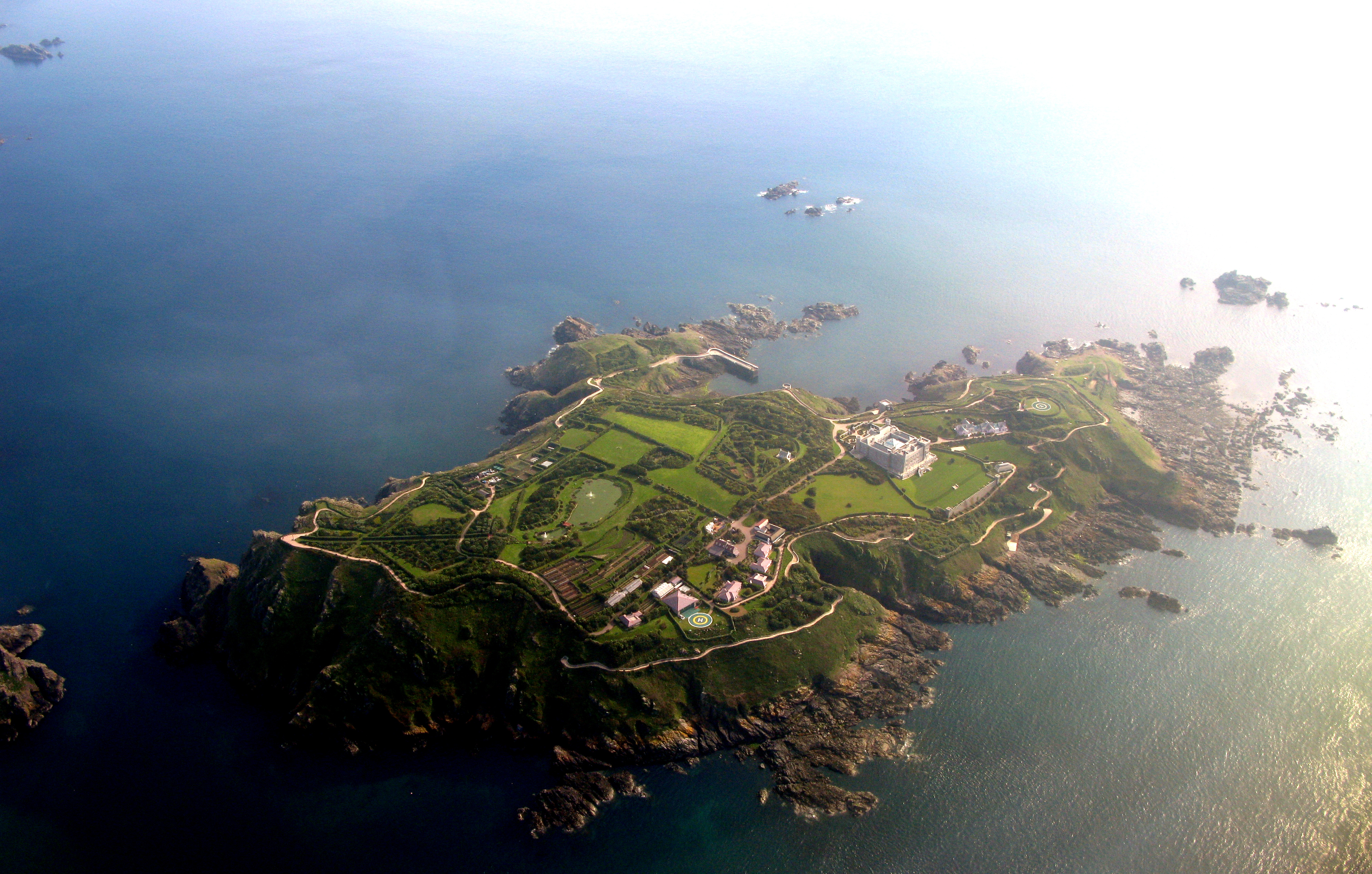
Vue aérienne de Brecqhou.

- Brecqhou : David et Frederick Barclay
- Eilean Donan : Clan MacRae
- Emerald Cay (Îles Turques-et-Caïques)
- Inchkeith : Tom Farmer
- Jéthou : Peter Ogden
- Mosquito Island : Richard Branson
- Necker Island (îles Vierges britanniques) : Lord Cobham puis Richard Branson
- Parrot Cay (Îles Turques-et-Caïques) : hôtelier de luxe
- Silly Cay (Îles Turques-et-Caïques)

### Saint-Vincent-et-les Grenadines
- Petit-Saint-Vincent : hôtelier de luxe

### Seychelles

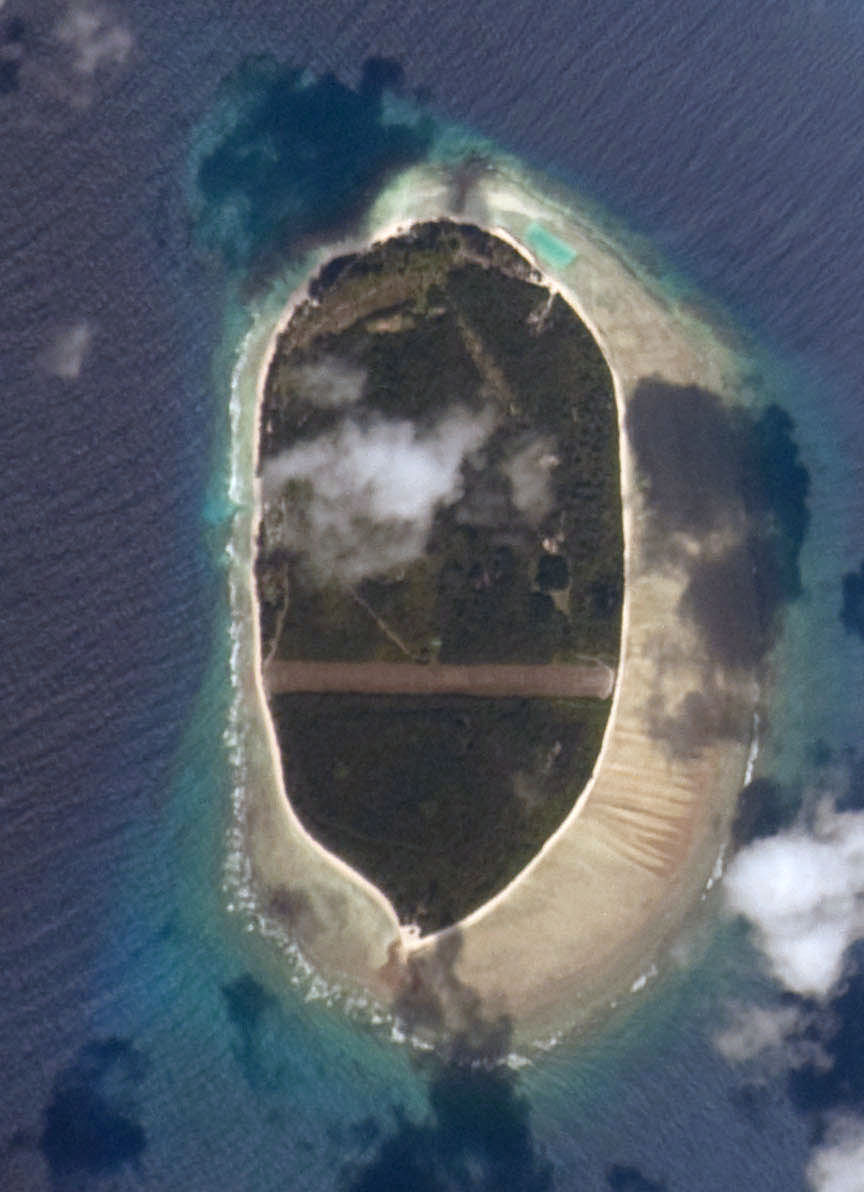
Vue du ciel de l'île d'Arros (la bande claire transversale est une piste pour avion).

- Île d'Arros : Shah d'Iran puis Liliane Bettencourt
- Coëtivy : Seychelles Marketing Board
- Cousine
- Île Desroches : promoteur immobilier
- Île de Denis : résidence hôtelière